# Vaccei

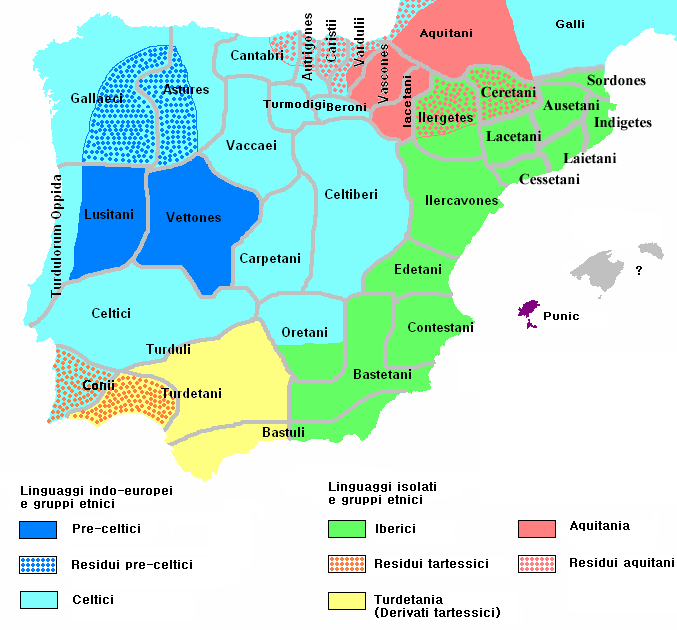
Popolazioni della penisola iberica attorno al 200 a.C.

I Vaccei (dal latino Vaccaei) erano una popolazione dell'antica Iberia, che viveva nel territorio che corrisponde all'attuale Tierra de Campos, tra la provincia di León e della vecchia Castiglia. Il loro territorio era delimitato a sud dal fiume Duero e ad occidente dal Pisuerga.

## Storia

### Il dominio cartaginese
Sono menzionati per la prima volta da Tito Livio, quando ci racconta che Annibale decise di sottometterli nel 220 a.C., conquistando prima la città di Hermantica (o Elmantica in Polibio) e poi Arbocala (o Arbucala secondo Polibio, identificabile forse con la moderna Zamora), dopo un lungo assedio, dove poterono dimostrare tutto il loro valore. Gli abitanti di Hermantica, in seguito, dopo essersi ricongiunti con il popolo degli Olcadi (sconfitto da Annibale l'anno precedente), riuscirono a convincere i Carpetani (o Carpesi) a tendere al generale cartaginese una trappola sulla via del ritorno, nei pressi del fiume Tago. Annibale riuscì, però, a battere i loro eserciti congiunti, composti da ben 100.000 armati (principalmente Carpetani), dopo essere riuscito ad evitare l'imboscata tesagli presso il fiume Tago. In un secondo momento, l'abilità d'Annibale prevalse su questi tre popoli, quando le forze nemiche che lo stavano attraversando per schierarsi in vista dell'imminente battaglia sulla riva opposta, carichi di armi e bagagli, furono pesantemente battuti e sottomessi al dominio cartaginese.

### Il dominio romano
L'inizio del dominio romano della penisola iberica ebbe inizio con la seconda guerra punica. A Publio Cornelio Scipione padre dell'Africano ed al fratello Gneo Cornelio Scipione venne assegnata la Spagna con il resto delle forze: due legioni e le forze degli alleati: 22.000 fanti, 2.000 cavalieri e una sessantina di navi. Il piano prevedeva di colpire Cartagine, ritenuta non del tutto pronta, con un esercito e attaccare Annibale in Spagna cercando l'aiuto delle popolazioni locali.
Vennero inviati ambasciatori in Spagna per cercare l'alleanza delle tribù Celtibere, da anni in lotta contro i cartaginesi. Ma mentre qualche tribù accettò, altre come i Vaccei, ricordando il mancato aiuto a Sagunto, rifiutarono di aiutare Roma, rimandando la loro sottomissione di oltre un cinquantennio. Vi è però da aggiungere che nel 193-191 a.C. sarebbe cominciata la sottomissione di alcune delle tribù dei Celtiberi, tra cui gli Oretani, i Carpetani, i Vettoni ed i Vaccei da parte dei due governatori Gaio Flaminio e Marco Fulvio Nobiliore.
Nel 152 a.C., nonostante i successi diplomatici di Marco Claudio Marcello (le città celtibere ribelli di Nertobriga e Ocilis si riconciliano con Roma) scoppiò un secondo conflitto con le popolazioni celtibere. La rivolta in Lusitania riprese ad assorbire uomini e risorse, mentre nell'alta valle del Duero il popolo dei Vaccei, di probabile origine celta, iniziò a dare i primo segni di inquietudine. Accampatosi alle porte di Numanzia, il generale romano venne a patti con gli Arevaci che vivevano nella regione circostante. Tali patti, che in pratica prevedono il pagamento di una modesta indennità di guerra a Roma e il ripristino degli accordi del 179 a.C. saranno successivamente stipulati anche con i Lusoni, i Belli, i Titti e le altre tribù celtibere (151 a.C.). La pace raggiunta permise a Lucio Licinio Lucullo e Publio Cornelio Scipione Emiliano, successori di Marco Claudio Marcello, di scatenare una guerra preventiva nel paese dei Vaccei, conquistando le città di Cauca e Intercatia e saccheggiando sistematicamente le campagne e le piccole borgate agricole.
Una decina d'anni più tardi (nel 139 a.C.) Marco Popilio Lenate, che aveva preso il posto di Quinto Pompeo, saccheggiò nuovamente le terre dei Vaccei e della tribù celtibera dei Lusoni. Ma un nuovo tentativo di impossessarsi di Numanzia da parte del generale romano Gaio Ostilio Mancino, nel 137 a.C., si infranse contro la resistenza della popolazione della città. Nei successivi due anni il fronte celtibero rimase relativamente tranquillo, mentre Roma fu impegnata nella definitiva pacificazione della Lusitania (136 a.C.) e nelle interminabili lotte contro i Vaccei (135 a.C.). Con la definitiva liquidazione della prima e più importante sacca di resistenza, la Celtiberia fu oramai quasi interamente accerchiata dal suo poderoso avversario latino.
Nel 134 a.C. fu richiamato in Hispania Publio Cornelio Scipione Emiliano, console per la seconda volta, nonostante non fossero ancora passati i dieci anni prescritti dalla normativa romana per poter essere nuovamente eleggibile. Lo accompagnano Gaio Mario, allora ventitreenne, il principe numida Giugurta  e il massimo storico del tempo, il greco Polibio, consigliere e amico personale del vincitore di Cartagine. Scipione Emiliano si rende conto che Numanzia rappresenta il perno del sistema difensivo arevaco e più in generale celtibero, e andava espugnata con tutte le forze disponibili. Devastato, come i suoi predecessori, il paese dei Vaccei ne distrusse i raccolti per timore che potessero essere utilizzati per rifornire i Celtiberi e in autunno cinse d'assedio la città numantina. Dopo quasi un anno di strenua resistenza, assurta fin da allora a una dimensione quasi mitica, con la popolazione falcidiata dall'inedia e dalle infermità, Numanzia capitolò, e con essa la ribellione arevaca e delle altre popolazioni insorte, compresi i Vaccei (133 a.C.). La terza ed ultima guerra celtibera era definitivamente terminata e potendo così Roma imporre la sua signoria sulla massima parte della penisola iberica.